# Carlstad United BK
Carlstad United BK war ein schwedischer Fußballverein aus Karlstad.

## Geschichte
Um Fußball in Karlstad populär zu machen, wurde mit Unterstützung verschiedener lokaler Sponsoren der Carlstad United BK gegründet. Die führenden Klubs der Stadt wie bspw. Norrstrands IF oder Hertzöga BK gaben ihre besten Spieler für die neu gegründete Mannschaft ab, die ab der Spielzeit 2000 den Platz von FBK Karlstad einnahm, der aus der drittklassigen Division 2 Västra Svealand abgestiegen war.
In seiner ersten Spielzeit konnte Carlstad United BK den zweiten Platz in der Division 3 Västra Svealand belegen. In den Aufstiegsspielen scheiterte die Mannschaft nach 0:3- und 2:5-Niederlagen an Nyköpings BIS. In den folgenden Jahren spielte sie weiterhin vorne mit, erreichte aber erst 2003 erneut die Relegation. Nach Erfolgen über Älvsjö AIK und Strömtorps IK gelang der Aufstieg in die Drittklassigkeit. Dort spielte der Klub im ersten Jahr gegen den Abstieg, konnte sich aber in der Folgespielzeit als Tabellenvierter für die neu gegründete Division 1 qualifizieren.
In der Südstaffel der neuen Liga konnte Carlstads United BK im ersten Jahr nur dank des besseren Torverhältnisses gegenüber Myresjö IF die Klasse halten. In den folgenden Jahren ging es bergauf und 2008 verhinderte das schlechtere Torverhältnis als Tabellendritter hinter Östers IF die Teilnahme an den Aufstiegsspielen zur Superettan. In der Folge rutschte der Klub jedoch in der Tabelle wieder ab und beendete die Spielzeit 2010 auf einem Abstiegsplatz. In der Viertklassigkeit etablierte er sich in der oberen Tabellenhälfte.
2015 gelang der erneute Aufstieg in die Division 1. Die Spielzeit 2019 Verein auf dem 4. Platz der Staffel Norra ab.
Am 25. November 2019 fusionierte Carlstad United BK mit Karlstad BK zu IF Karlstad Fotboll.